# Улица Ляэнемере
Улица Ля́энемере, также Ля́энемере-те́э и  Ля́энемере те́э (эст. Läänemere tee, с эст. — улица Балтийского моря, дорога Западного моря) — улица в районе Ласнамяэ города Таллина, столицы Эстонии. 

## География
Проходит через микрорайоны Куристику и Прийсле. Расположена между улицами Мустакиви и Прийсле. Пересекается с улицами Вормси и Кихну и бульваром Аэгна. Протяжённость — 1810 м. Общественный транспорт по улице не курсирует.

## История
Улица получила своё название 25 апреля 1986 года.

## Застройка
Застроена в основном 5-этажными и 9-этажными панельными жилыми домами, возведёнными в 1987—1989 годах (серии 111-121). Застройка 2000-х годов — жилые дома №№ 70/1, 70/2,70/3. Строения 74 и 74А являются зданиями промышленно-складского назначения.

## Учреждения и предприятия
- Läänemere tee 2C — продуктовый магазин торговой сети «Rimi»[эст.].
- Läänemere tee 28 — магазин торговой сети «Selver».
- Läänemere tee 30 — торговый центр «Läänemere Keskus».
- Läänemere tee 31 — Таллинский Линнамяэский Русский лицей, здание для гимназических классов стационарного и вечернего обучения.
- Läänemere tee 46 — детский сад «Куристику».
- Läänemere tee 56 — Таллинский Ляэнемереский детсад.
- Läänemere tee 72A — электротехнический завод Amphenol ConneXus.

Улица Ляэнемере
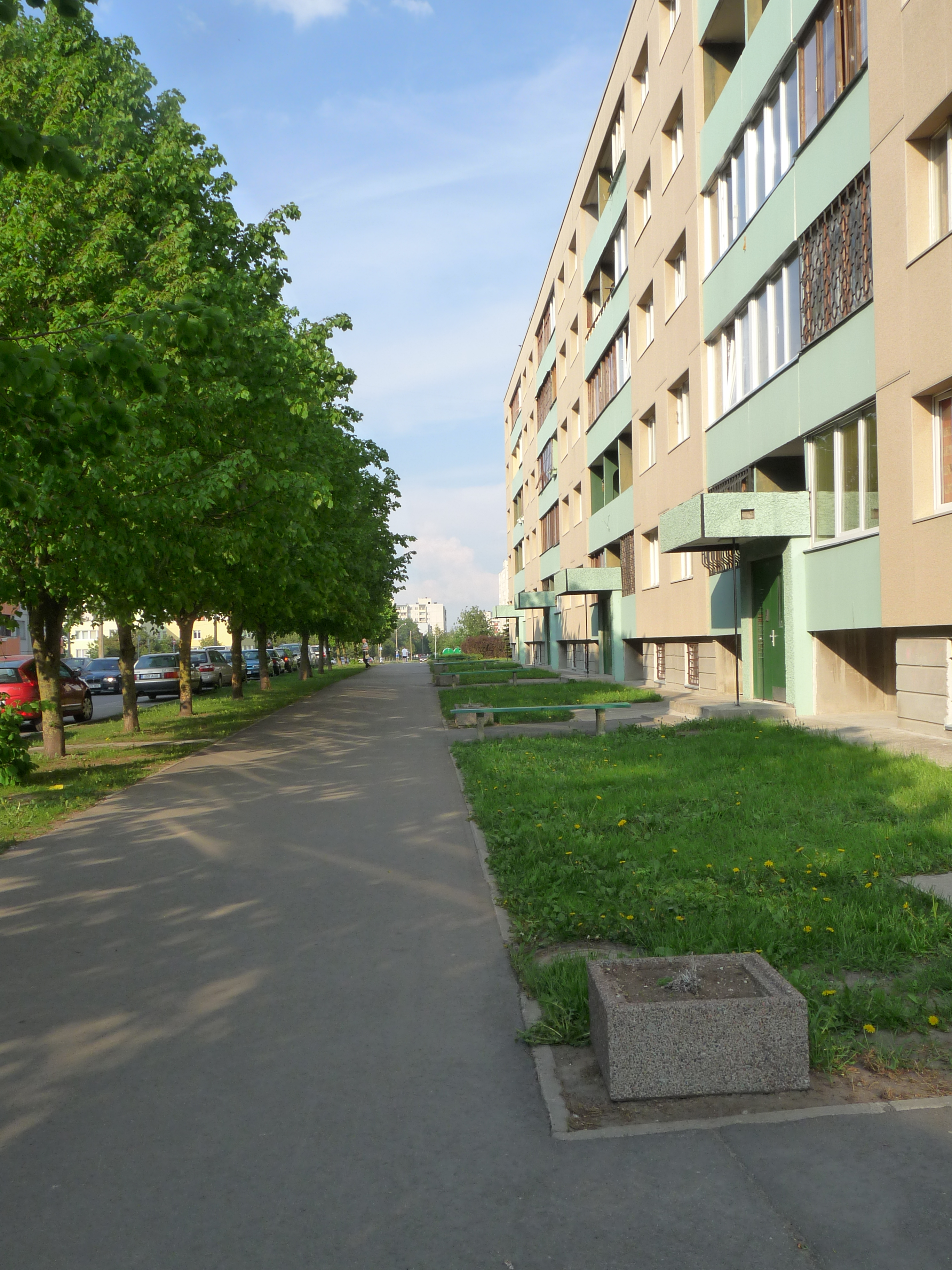
Дом 6
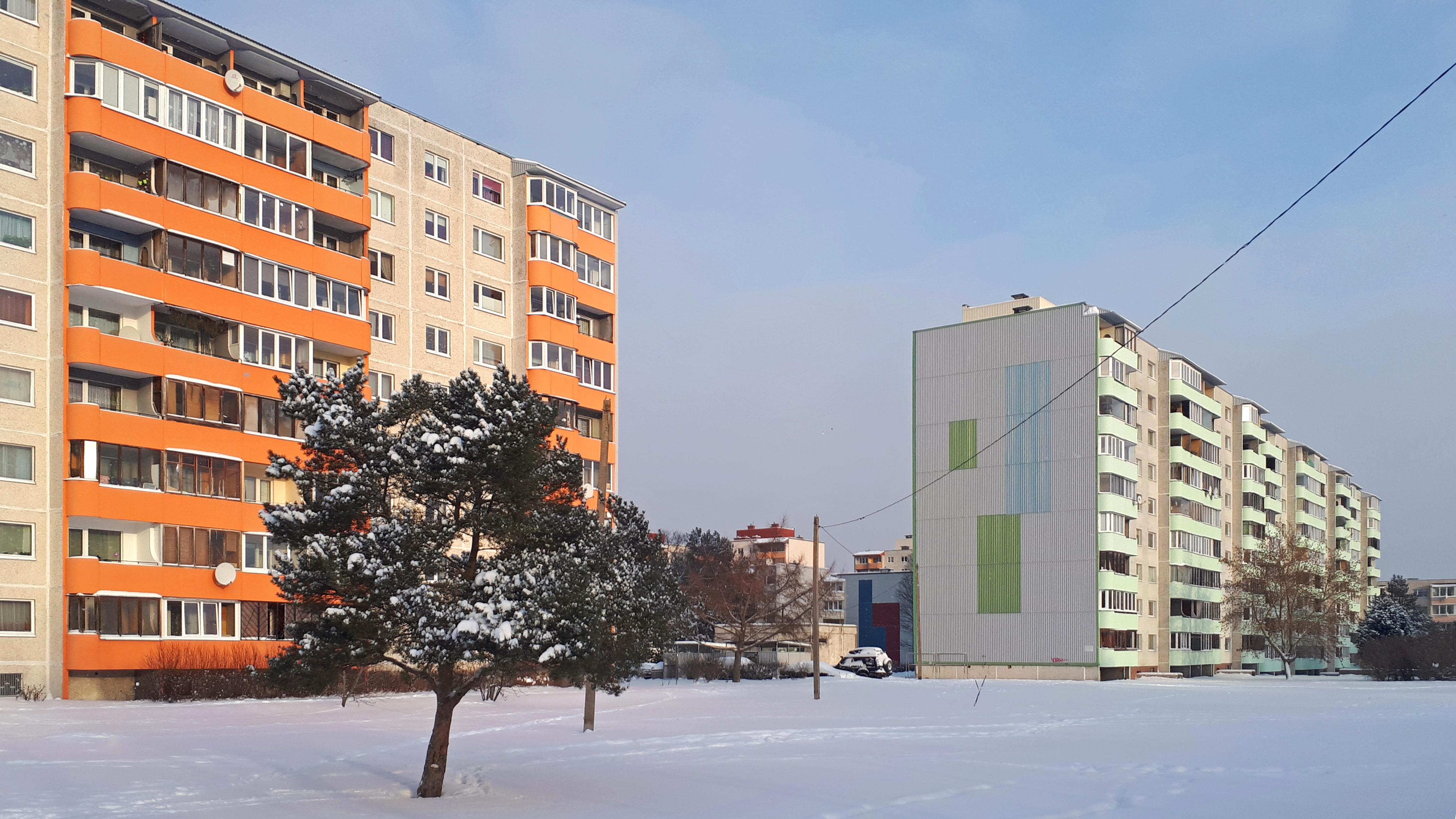
Дома 16 и 20, зима 2021 года (микрорайон Куристику)
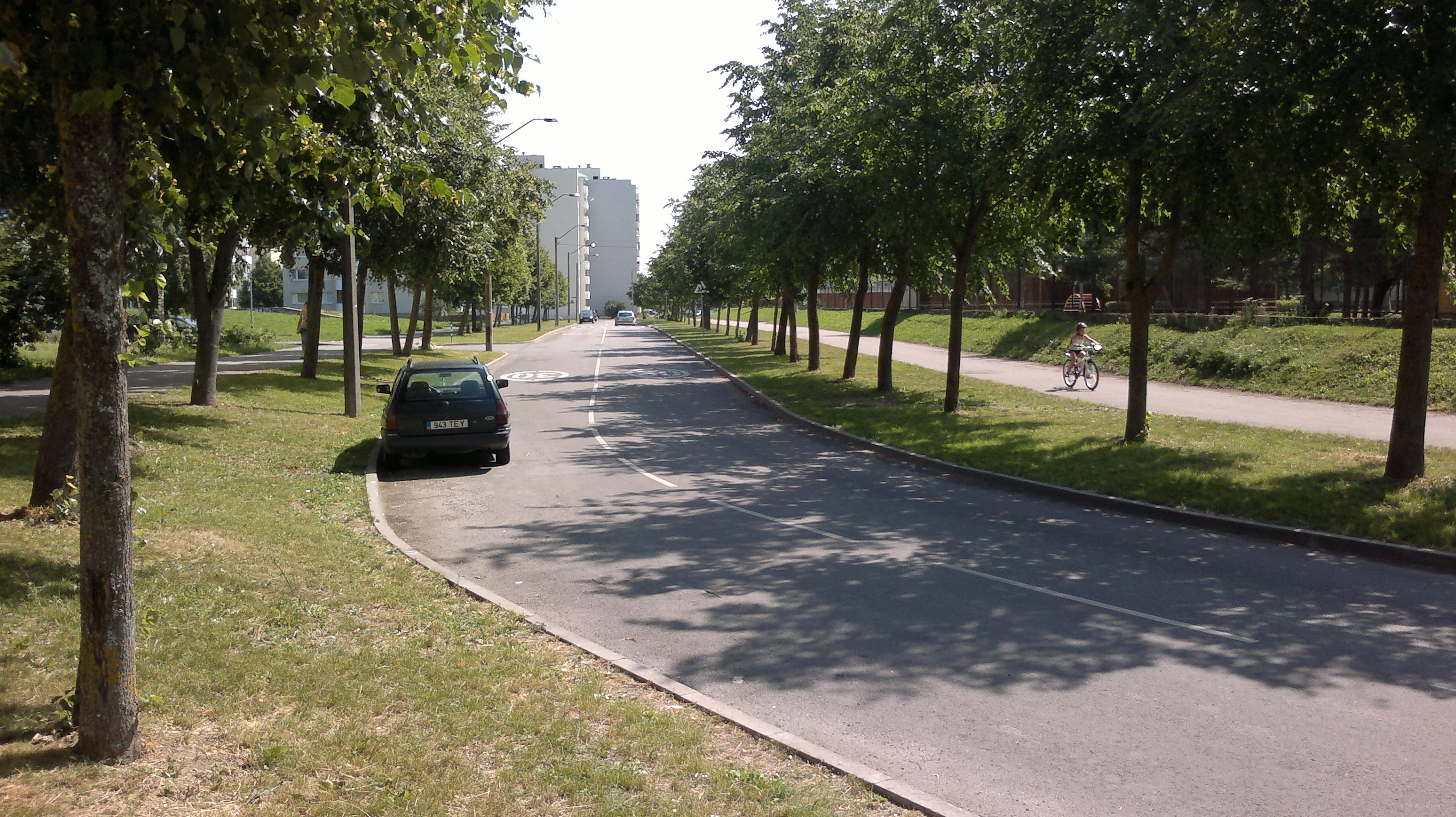
Лето 2011 года, справа детсад «Куристику»
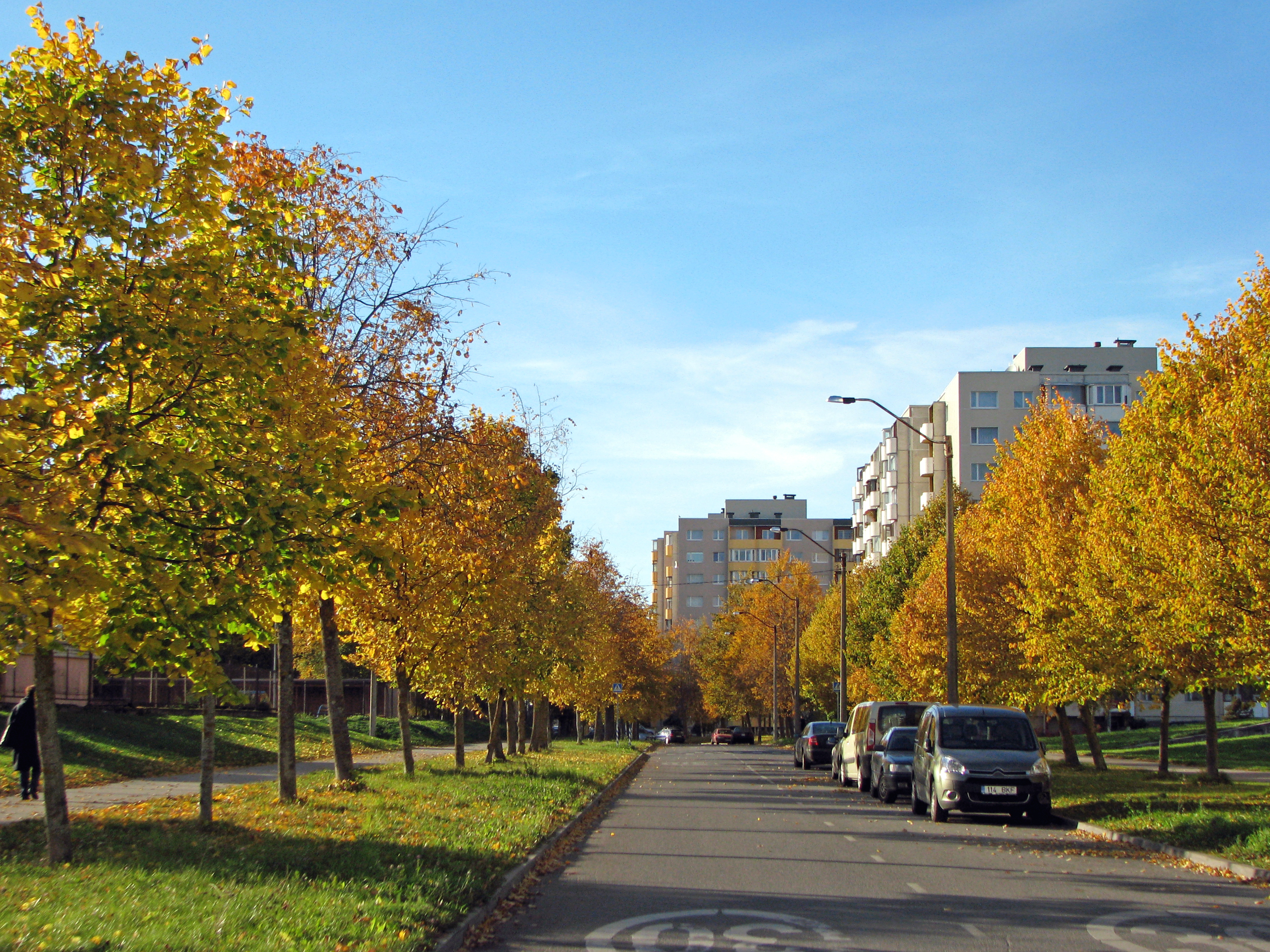
Осень 2013 года, дома 19 и 17
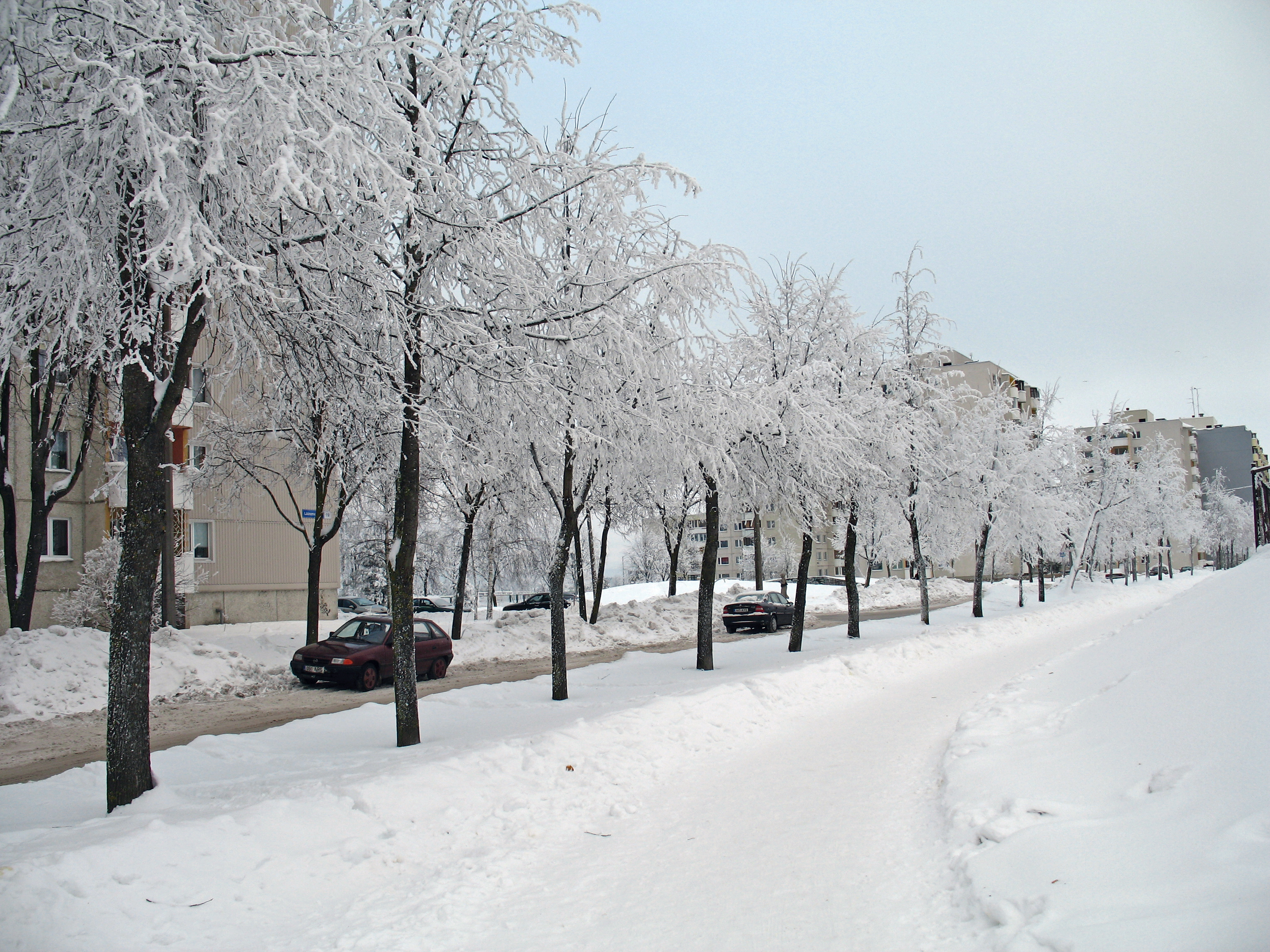
Январь 2010 года
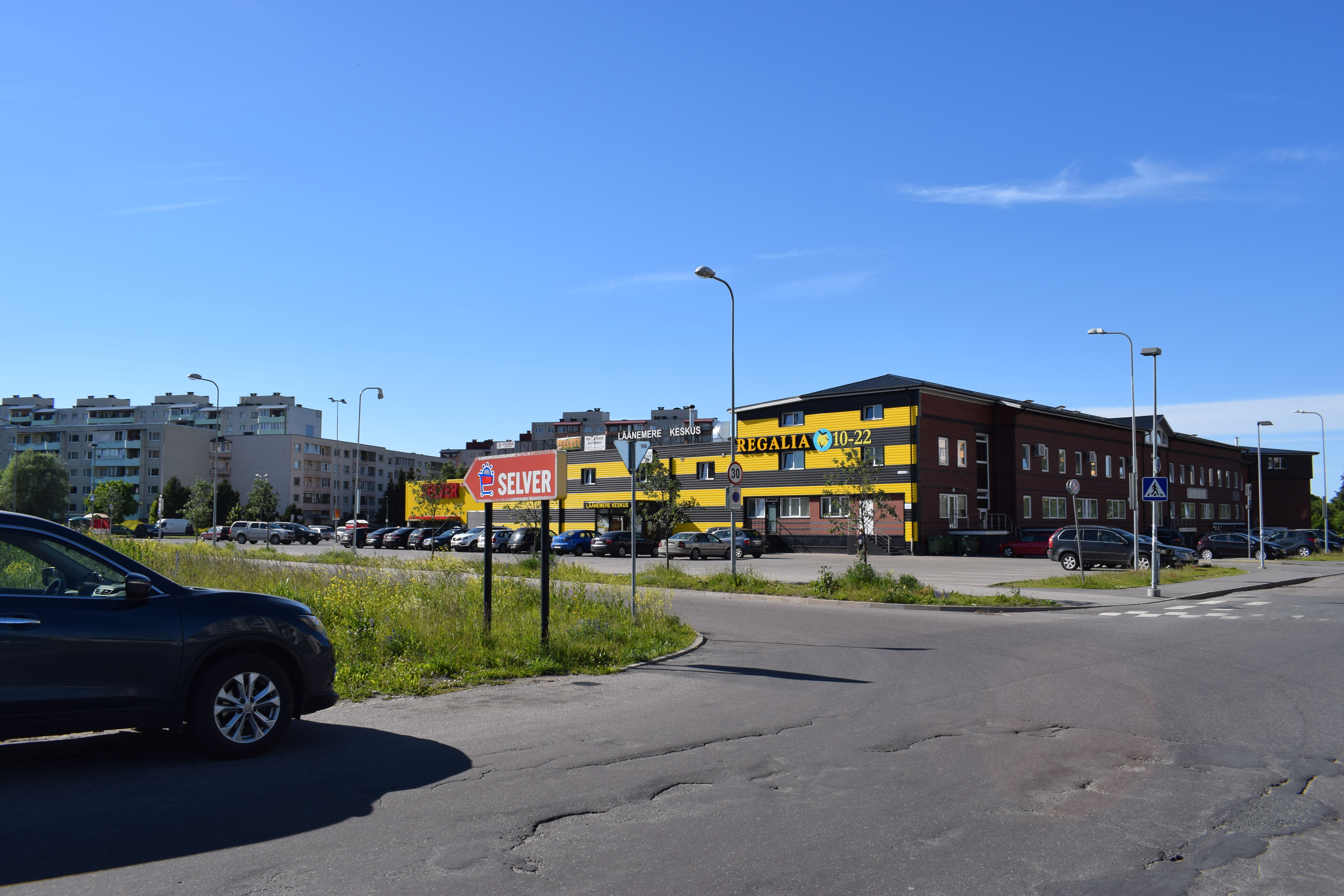
Торговый центр «Ляэнемере» в 2017 году, дом 30
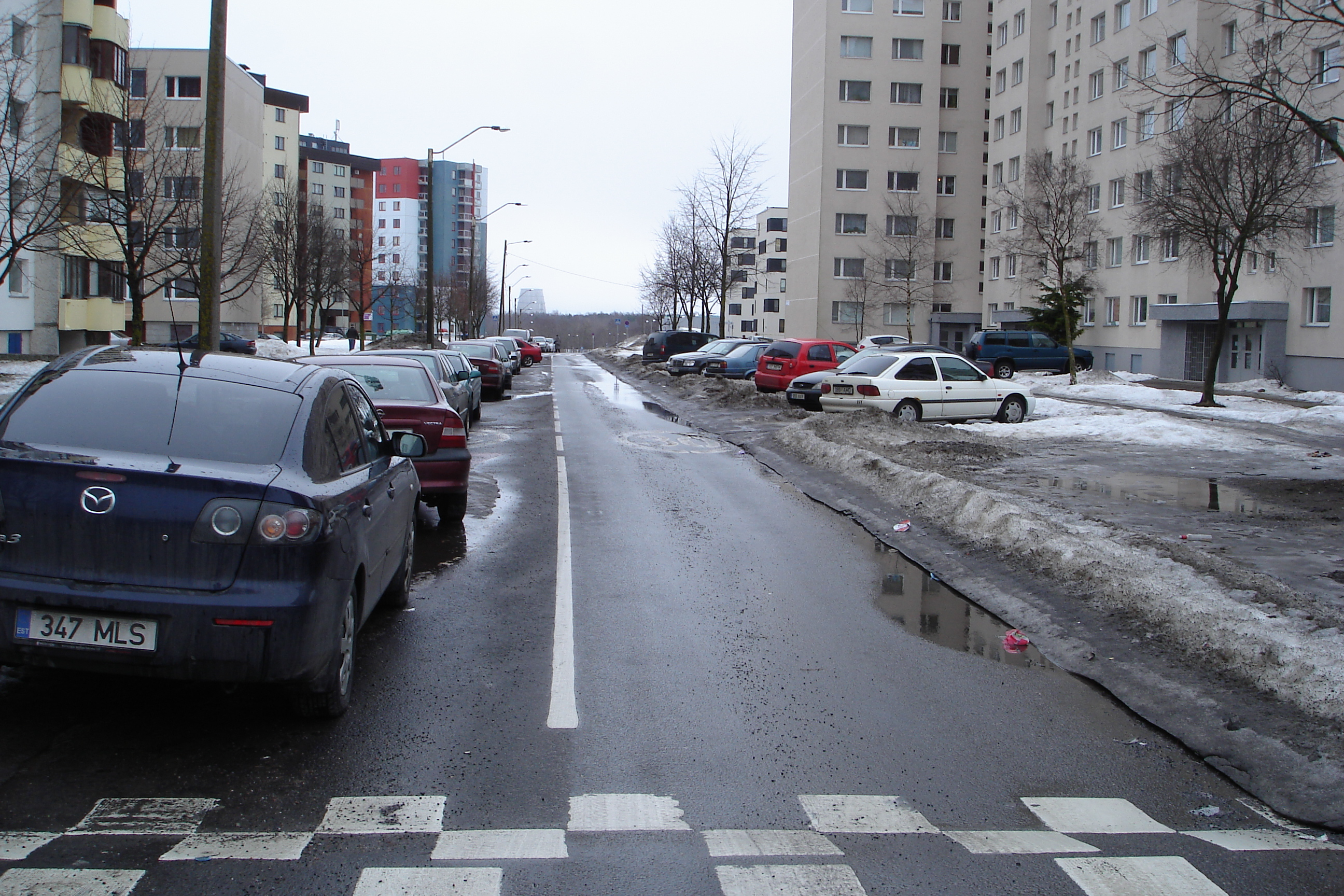
Конечный отрезок улицы, март 2010 года
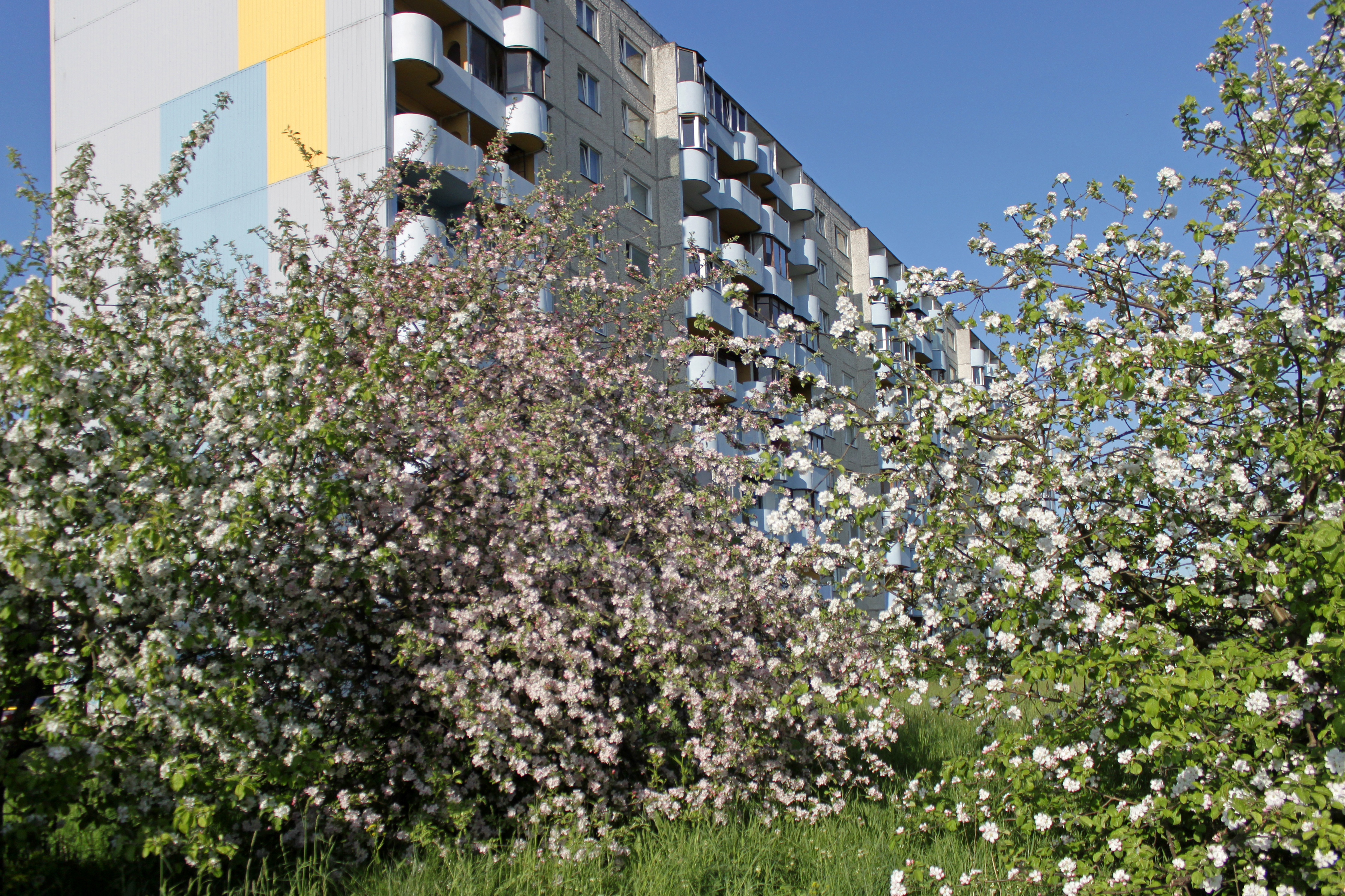
Дом 64, весна 2016 года (микрорайон Прийсле)
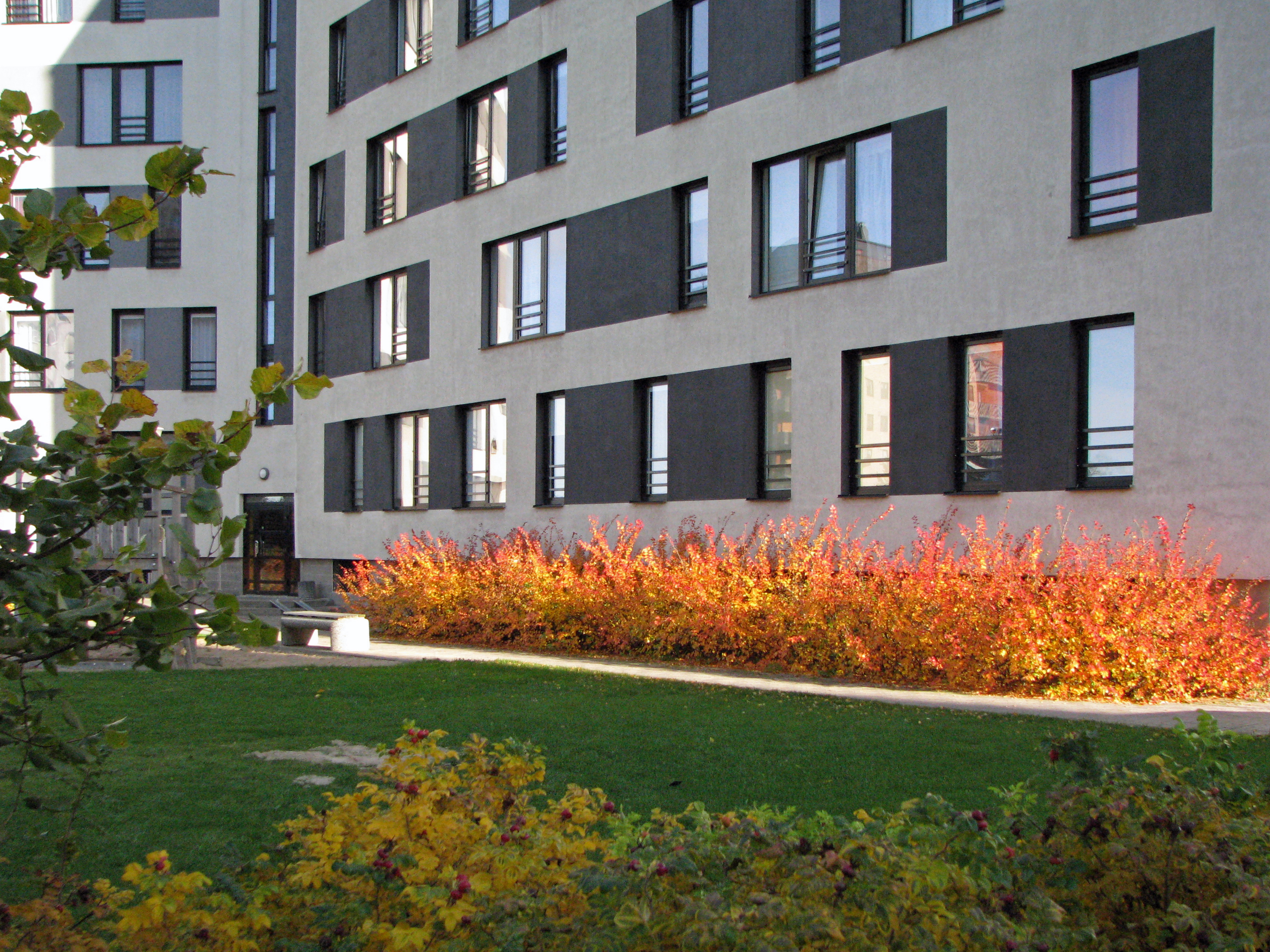
Дом 70/1, октябрь 2013 года
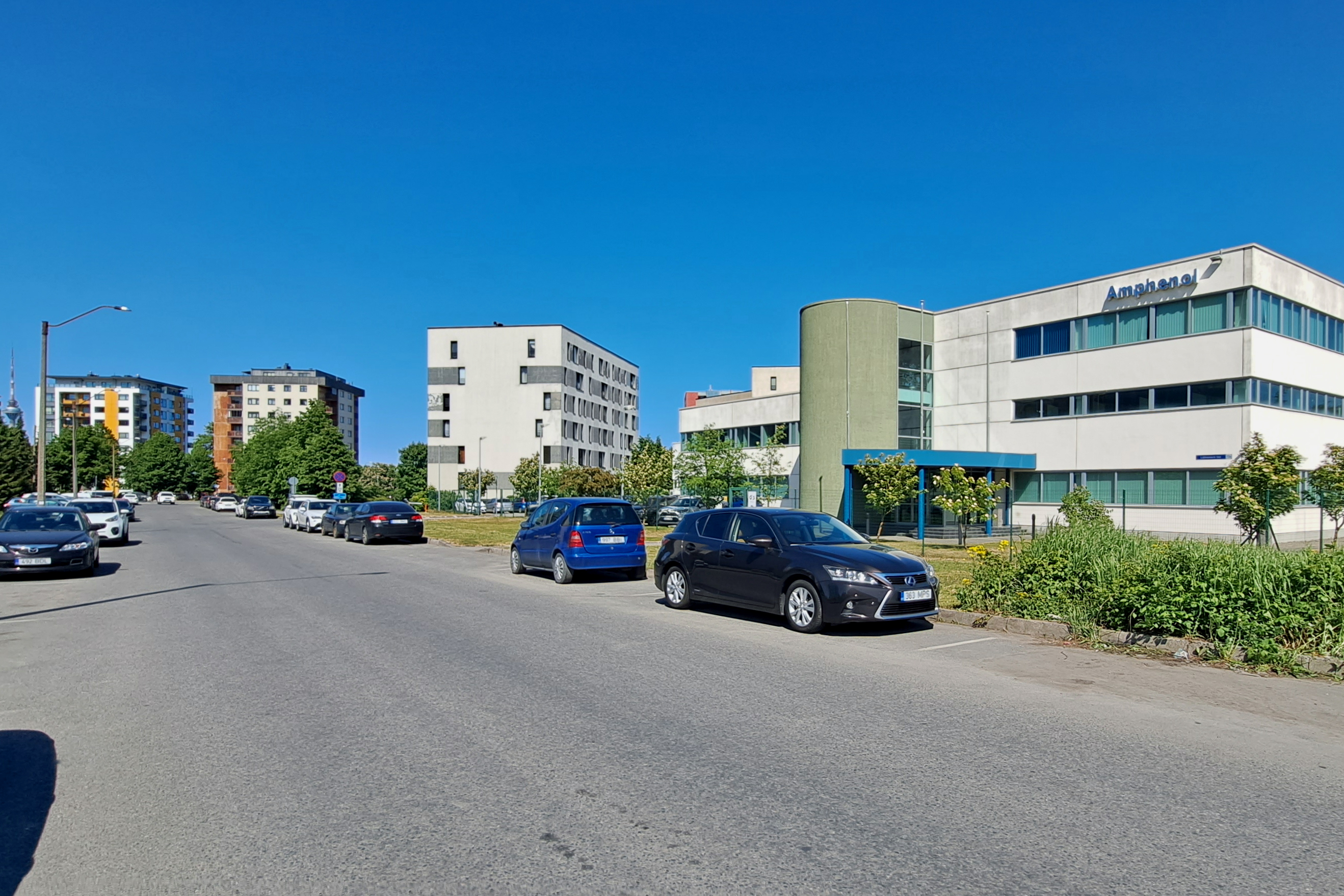
Справа дом 70/1 и дом 72А (завод «Amphenol ConneXus»)